# Liste antiker Ortsnamen und geographischer Bezeichnungen/Ke
| Lateinischer Name         | Griechischer Name   | Beschreibung      | Heute               | Quellen und Verweise | Lage |
| ------------------------- | ------------------- | ----------------- | ------------------- | -------------------- | ---- |
| Kedemoth                  |                     |                   |                     | Smith;               |      |
| Kedesh                    |                     |                   |                     | Smith;               |      |
| Keilah                    |                     |                   |                     | Smith;               |      |
| Kelainai, Apameia Kibotos | Κελαιναί (Kelainai) | Stadt in Phrygien | Dinar in der Türkei | PECS; Smith (5);     |      |
| Kenites                   |                     |                   |                     | Smith;               |      |
| Kenizzites                |                     |                   |                     | Smith;               |      |
| Kerax                     | Κέραξ (Kérax)       | Stadt in Illyrien |                     | RE;                  |      |
| Kerioth                   |                     |                   |                     | Smith;               |      |